# بيت صلاح (أرحب)

تعديل مصدري - تعديل

بيت صلاح هي إحدى قرى عزلة حبار بمديرية أرحب التابعة لمحافظة صنعاء، بلغ تعداد سكانها 136 نسمة حسب تعداد اليمن لعام 2004.